# Mappa Mundi

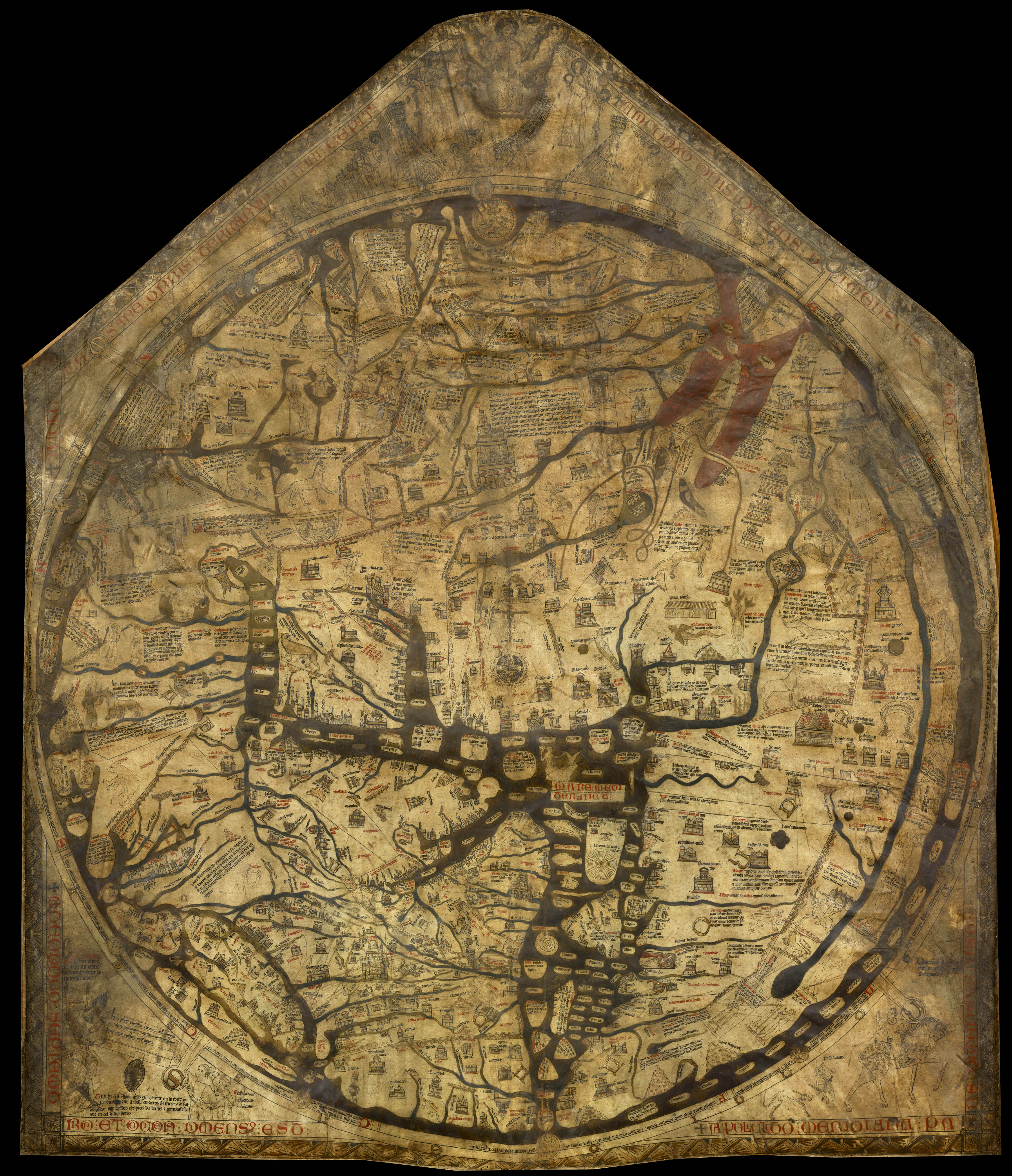
O Mappa Mundi de Hereford, cerca de 1300, Catedral de Hereford, Inglaterra

Um mappa mundi (Latim la; plural = mappae mundi; em francês: mappemonde) é qualquer mapa-múndi europeu da Idade Média. Esses mapas variam em tamanho e complexidade, desde mapas esquemáticos simples com 1
 polegada (25 milímetros) ou menos de diâmetro até elaborados mapas murais; o maior que sobreviveu até os tempos modernos, o mapa de Ebstorf, tinha aproximadamente 3,5 m (11 ft 6 in) de diâmetro. O termo deriva das palavras em latim medieval mappa (pano ou carta) e mundus (mundo).
Cerca de 1 100 mappae mundi são conhecidos por terem sobrevivido da Idade Média. Destes, aproximadamente 900 são encontrados ilustrando livros manuscritos e os demais existem como documentos independentes.

## Tipos demappae mundi

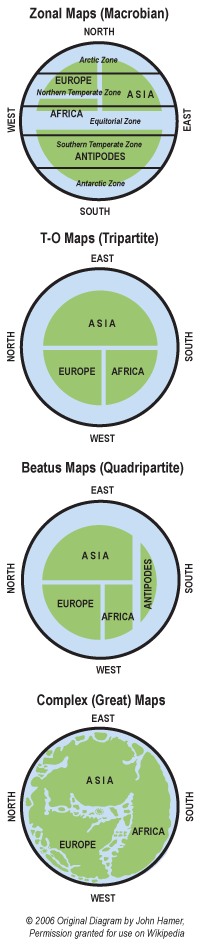
Diagrama ilustrando as principais categorias de mappae mundi.

Os mappae mundi existentes apresentam várias variedades distintas, incluindo:
- Mapas zonais (às vezes chamados de mapas Macrobianos)
- Mapas tripartidos (incluindo mapas "T-O" e "V-em-◻")
- Mapas quadripartidos (incluindo os mapas Beatos)
- Mapas complexos

Mapas mundiais medievais que compartilham algumas características dos mappae mundi tradicionais, mas contêm elementos de outras fontes, incluindo cartas portulanas e mapas associados à Geografia de Ptolomeu, são por vezes considerados um quinto tipo, chamados "mappae mundi de transição".

### Mapas zonais
Mapas zonais são imagens do Hemisfério Oriental. Seu propósito era ilustrar o conceito de que o mundo é uma esfera com zonas climáticas latitudinais, mais frequentemente os cinco climas aristotélicos:
- A zona frígida norte
- A zona temperada norte
- A zona tropical equatorial
- A zona temperada sul
- A zona frígida sul

Destas, apenas as duas zonas temperadas em latitudes médias eram consideradas habitáveis, e o mundo conhecido estava contido inteiramente no Hemisfério Oriental da zona temperada norte. Como a maioria dos mapas zonais sobreviventes são encontrados ilustrando o Comentário de Macróbio sobre o Sonho de Cipião de Cícero (um trecho do De Re Publica de Cícero), este tipo de mapa é às vezes chamado de "Macrobiano". Em sua forma mais simples e comum, os mappae mundi zonais são meramente círculos divididos em cinco zonas paralelas, mas vários mapas zonais maiores com muito mais detalhes sobreviveram.

### Mapas tripartidos
Os mapas T-O, diferentemente dos mapas zonais, ilustram apenas a porção habitável do mundo conhecida pelos europeus medievais, limitando sua perspectiva a uma porção relativamente pequena do Hemisfério Norte da Terra. A massa terrestre era ilustrada como um círculo (um "O") dividido em três porções por um "T". Essas três divisões eram os continentes da Ásia, África e Europa. A popularidade dos mapas Macrobianos e a combinação de continentes no estilo T-O em algumas das esferas Macrobianas maiores ilustram que a esfericidade da Terra continuou a ser compreendida entre os estudiosos durante a Idade Média.
O Mapa V-em-quadrado representa a Terra dividida entre os filhos de Noé.

### Mapas quadripartidos ou Beatos
Mapas quadripartidos representam uma espécie de amálgama dos mapas zonais e T-O ao ilustrarem os três continentes conhecidos separados por um oceano equatorial de uma quarta terra desconhecida, frequentemente chamada de Antípodas. Quatorze grandes mapas quadripartidos são encontrados ilustrando diferentes manuscritos do Comentário de Beato de Liébana sobre o Apocalipse de São João. Acredita-se que esses "mapas Beatos" derivem de um único original (agora perdido) que foi usado para ilustrar as missões dos doze apóstolos de Jesus Cristo.

### Mapas complexos
Os mapas mundiais "complexos" ou "grandes" são os mappae mundi mais famosos. Embora a maioria empregue um esquema T-O modificado, eles são consideravelmente mais detalhados que seus primos T-O menores. Esses mapas mostram detalhes costeiros, montanhas, rios, cidades, vilas e províncias. Alguns incluem figuras e histórias da história, da Bíblia e da mitologia clássica. Também são mostradas em alguns mapas plantas exóticas, animais e raças conhecidas pelos estudiosos medievais apenas através de textos romanos e gregos. Antes de sua destruição na Segunda Guerra Mundial, o mapa de Ebstorf com 3,5 m (11 ft 6 in) de diâmetro era o maior mappa mundi sobrevivente. Hoje, essa honra pertence à porção central sobrevivente do mapa de Hereford, que tem 147 cm de largura e 175 cm de altura. Outros mapas importantes nesse grupo são o mapa Cotton ou Anglo-Saxão, o mapa do Saltério e o mapa de Henrique de Mainz. Os mappae mundi um pouco posteriores que acompanham o popular Polychronicon de Ranulf Higden provavelmente devem ser vistos como formas degeneradas dos mapas complexos anteriores.
Os mappae mundi complexos incluem:
| Nome                                             | Data                | Localização do MS                                                             | Dimensões                              |
| ------------------------------------------------ | ------------------- | ----------------------------------------------------------------------------- | -------------------------------------- |
| O mapa de Albi ou Merovíngio                     | c. 730              | Médiathèque Pierre-Amalric, Albi                                              | 29 cm × 23 cm (11 pol × 9,1 pol)       |
| O chamado mapa do Vaticano de Isidoro de Sevilha | 776                 | Biblioteca do Vaticano, Cidade do Vaticano. Lat. 6018, fol. 64 v.–65 r.       |                                        |
| O mapa Anglo-Saxão ou Cotton                     | c. 1025–1050        | Biblioteca Britânica, Londres. Cotton Tiberius B.v, fol. 56v                  | 21 cm × 17 cm (8,3 pol × 6,7 pol)      |
| O mapa de Teodulfo de Orleans                    | século XI           | Biblioteca do Vaticano, Cidade do Vaticano. Reg. Lat. 123, fol. 143 v.–144 r. |                                        |
| O mapa de Sawley                                 | 1190-1210           | Corpus Christi College, Cambridge, MS 66, pt. 1                               | 29,5 cm × 20,5 cm (11,6 pol × 8,1 pol) |
| O Mapa de Vercelli                               | c. 1219             | Archivio Capitolare, Vercelli                                                 | 84 cm × 72 cm (2,8 pé × 2,4 pé)        |
| O mapa de Ebstorf                                | c. 1235             | Encontrado em Ebstorf em 1843; destruído por bombardeio em Hanôver em 1943    | 3,56 m × 3,58 m (11,7 pé × 11,7 pé)    |
| O mapa do Saltério                               | século XIII         | Biblioteca Britânica, Londres                                                 | 14,2 cm × 9,5 cm (5,6 pol × 3,7 pol)   |
| O mapa de Hereford                               | c. 1300             | Catedral de Hereford, Hereford                                                | 1,5 m (4,9 pé)                         |
| O Mapa Borgia                                    | início do século XV | Biblioteca do Vaticano, Cidade do Vaticano                                    |                                        |
| O mapa de Fra Mauro                              | 1459–60             | Museu Correr, Veneza                                                          | 2,4 m × 2,4 m (7,9 pé × 7,9 pé)        |

## Propósito dosmappae mundi

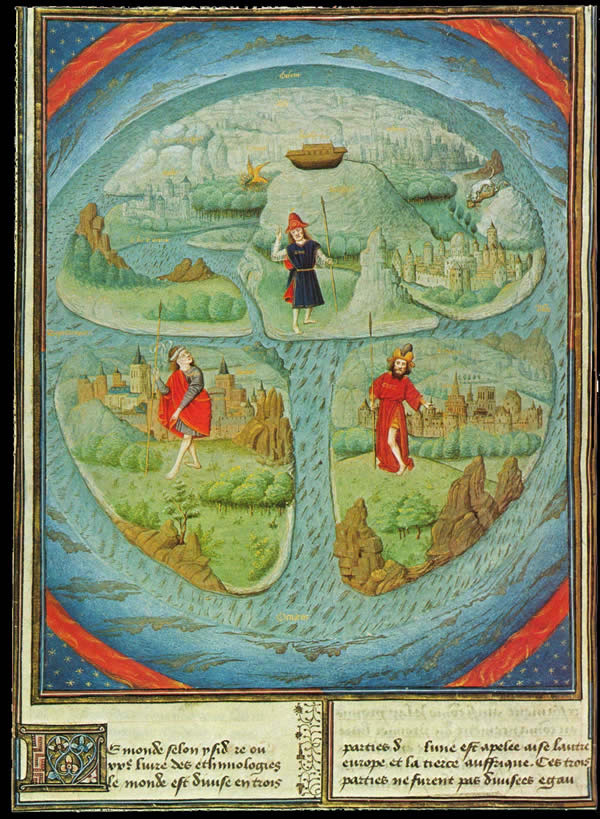
Mappa Mundi em La Fleur des Histoires, 1459-1463, mostrando no topo a Arca de Noé no Monte Ararat.

Para os olhos modernos, os mappae mundi podem parecer superficialmente primitivos e imprecisos. No entanto, os mappae mundi nunca tiveram a intenção de serem utilizados como cartas de navegação e não pretendem mostrar as áreas relativas de terra e água. Em vez disso, os mappae mundi eram esquemáticos e destinavam-se a ilustrar diferentes princípios. Os mappae mundi mais simples eram diagramas destinados a preservar e ilustrar facilmente o conhecimento clássico. Os mapas zonais devem ser vistos como uma espécie de material didático – facilmente reproduzíveis e projetados para reforçar a ideia da esfericidade da Terra e suas zonas climáticas. Os mapas T-O foram projetados para ilustrar esquematicamente as três massas terrestres do mundo como era conhecido pelos romanos e seus herdeiros europeus medievais.
Os mappae mundi maiores têm o espaço e o detalhe para ilustrar mais conceitos, como as direções cardeais, terras distantes, histórias bíblicas, história, mitologia, flora, fauna e raças exóticas. Em sua forma mais completa, como os mapas de Ebstorf e Hereford, eles se tornam pequenas enciclopédias do conhecimento medieval.

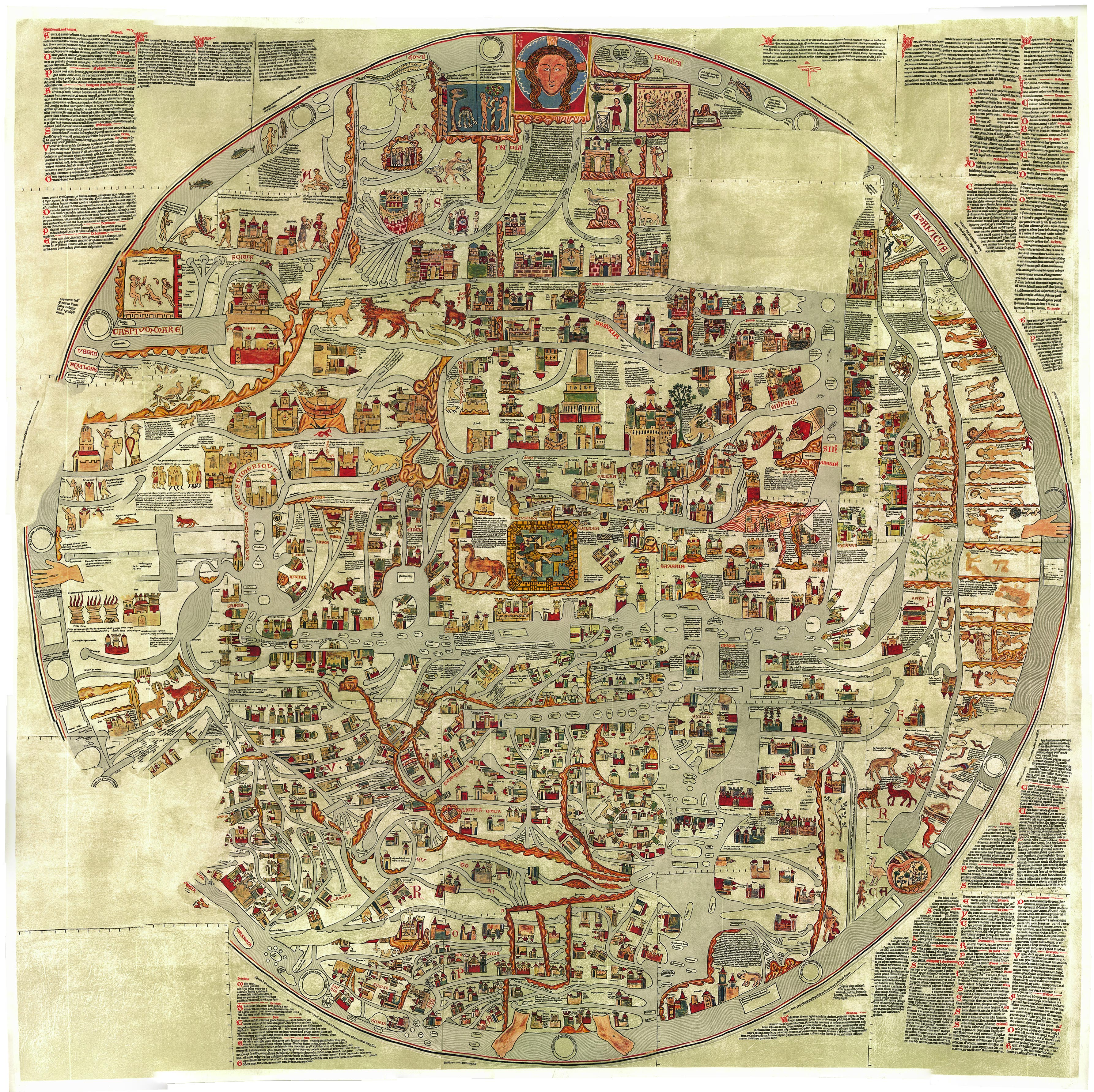
Uma recriação moderna do mapa de Ebstorf, que data de aproximadamente 1235; o original foi destruído por bombardeio durante a guerra.

Em seu estudo, Brigitte Englisch mostra que os mapas mundiais medievais (os mappae mundi), tanto em seu conceito quanto em sua prática concreta, são baseados em uma projeção sistematicamente geométrica do mundo conhecido. A base dessa projeção, no entanto, não é o levantamento geográfico, mas a ordem harmoniosa da criação de Deus. Usando formas geométricas regulares como círculos e triângulos, que também são considerados religiosamente perfeitos, eles criaram um sistema planisférico coerente. Isso basicamente apresenta o mundo conhecido em sua aparência geográfica real, o que é visível no chamado Mapa do Vaticano de Isidoro (776), nos mapas-múndi do Comentário sobre o Apocalipse de São João de Beato de Liébana (século VIII), no Mapa Anglo-Saxão (ca. 1000), no mapa de Sawley, no mapa do Saltério ou nos grandes mappae mundi do século XIII (Hereford/Ebstorf).

## Fim da tradição
Em meados do século XIII, um novo tipo de mapa chamado Carta Pisana foi desenvolvido como auxílio à navegação no Mar Mediterrâneo. Atualmente conhecidos como "cartas portulanas", esses mapas são caracterizados por costas extremamente precisas com linhas loxodrômicas cruzadas. Um exemplo particularmente famoso é o Atlas Catalão atribuído a Abraham Cresques na Biblioteca Nacional da França. Durante o final da Idade Média e com a chegada do Renascimento, os europeus ocidentais se familiarizaram novamente com o trabalho de muitos estudiosos gregos antigos. No campo da geografia e da cartografia, o sistema de coordenadas que Cláudio Ptolomeu delineou na Geografia tornou-se extremamente influente. Com o tempo, mapas influenciados por essas novas ideias substituíram as tradições mais antigas dos mappae mundi. Os últimos exemplos da tradição, incluindo o mapa massivo de Fra Mauro, podem ser vistos como híbridos, incorporando costas ao estilo portulano no quadro de um mappa mundi tradicional.